# NGC 67
NGC 67 (ook wel PGC 1185, MCG 5-1-64, ZWG 499.104, ARAK 4, ARP 113 of VV 166g) is een elliptisch sterrenstelsel in het sterrenbeeld Andromeda. Het hemelobject ligt dicht bij een ander sterrenstelsel dat het nummer NGC 67A draagt.
NGC 67 werd op 7 oktober 1855 ontdekt door R. J. Mitchell, assistent van de Ierse astronoom William Parsons.